# Kościół Świętej Trójcy i klasztor Trynitarzy w Trynopolu
Kościół Świętej Trójcy i klasztor Trynitarzy w Trynopolu – kościół rzymskokatolicki położony w północnej dzielnicy administracyjnej Wilna, Werkach na historycznym terenie zwanym Trynopol.

## Historia
Trynitarze przybyli do Wilna około 1700 i osiedlili się w wiosce pod miastem, nazwanej od nich Trynopolem, gdzie w 1703 biskup wileński Konstanty Kazimierz Brzostowski ufundował dla nich kościół i klasztor. Założenie powstało w I. ćwierci XVIII w. Kościół został przebudowany w latach 1750-1760 w stylu rokokowym. W 1832 władze rosyjskie skasowały zakon. W klasztorze miał wówczas siedzibę unicki metropolita litewski Józef Siemaszko, który w 1839 na synodzie w Połocku opowiedział się za przyłączeniem całego kościoła greckokatolickiego do cerkwi prawosławnej. Metropolita w czasie swego urzędowania odnowił i wyposażył klasztor.
W 1864 skonfiskowany przez władze carskie kościół został zamieniony na cerkiew, a w klasztorze w 1866 urządzono letnią rezydencję wyższego duchowieństwa prawosławnego.
W 1917 kompleks kościelno-klasztorny został zwrócony katolikom i odrestaurowany. W klasztorze latach 1919-39 mieścił się szpital uniwersytecki. Po drugiej wojnie światowej kościół został zamknięty.
W 1992 kościół zwrócono wiernym, a klasztor przekazano wileńskiemu seminarium duchownemu.
Od 2023 r. w kościele odbywają się również nabożeństwa prawosławne - gromadzi się na nich wspólnota działająca w jurysdykcji Egzarchatu Litewskiego Patriarchatu Konstantynopolitańskiego.

## Architektura
Położony nad brzegiem Wilii kościół jest budowlą w stylu baroku wileńskiego. Rokokową, trzykondygnacyjną fasadę podzieloną poziomo wydatnymi gzymsami wieńczy trójkątny szczyt flankowany przez wieże. Fasadę i wieże zdobią pilastry. Nad portalem i środkowym oknem drugiej kondygnacji umieszczono trójkątne tympanony.